# Kim Nam-gil
Đây là một tên người Triều Tiên, họ là Kim.
Kim Nam-gil (sinh ngày 13 tháng 3 năm 1980) là một diễn viên, nhà sản xuất phim, ca sĩ người Hàn Quốc. Anh được biết đến nhiều nhất từ các vai chính trong bộ phim bom tấn Pandora (2016), Tên vô lại (2015), Hải tặc (2014),  Mỹ nhân đồ (2008) và bộ phim truyền hình hài kịch tội phạm Linh mục nhiệt huyết (2019). Vai diễn đột phá nhất của anh là Bidam trong bộ phim truyền hình dài tập Thiện Đức nữ vương (2009).
Kim Nam-gil cũng là người sáng lập và CEO của một tổ chức phi lợi nhuận Gilstory tập trung vào việc bảo tồn di sản văn hóa, quảng bá nghệ thuật và gây quỹ cứu trợ cho mục đích đặc biệt.

## Sự nghiệp

### Phim truyền hình
Kim Nam-gil bắt đầu sự nghiệp diễn xuất của mình trên truyền hình với một vai nhỏ trong bộ phim truyền hình dành cho giới trẻ School 1 của KBS năm 1999. Những năm sau đó anh chỉ hoạt động với vai trò diễn viên nhạc kịch. Năm 2003, anh đã giành được giải Audition Talent do MBC thực hiện hàng năm và xuất hiện trong nhiều vai trò nhỏ khác nhau trên các chương trình của mạng, such as Be Strong, Geum-soon!. Trong thời điểm đó, anh ấy đã sử dụng nghệ danh Lee Han, mà anh ấy đã tạo ra để cho mình một hình ảnh tinh vi hơn (cái tên Nam-gil được coi là hơi lỗi thời). Trong những năm tiếp theo, anh đảm nhận nhiều vai phụ hơn trong các bộ phim truyền hình, trong số đó là Goodbye Solo, Lovers, and When Spring Comes.
Năm 2009, Kim Nam-gil được chọn vào vai một trong những nhân vật phụ trong bộ phim cổ trang Thiện Đức nữ vương, vai diễn đã làm thay đổi cuộc đời anh. Bộ phim trở thành một trong những phim truyền hình có tỷ lệ người xem cao nhất năm đó (đạt mức cao nhất trên 40%), và Kim Nam-gil trở thành một cái tên quen thuộc và là ngôi sao đột phá của loạt phim. Với vai diễn Bidam vui tươi nhưng bi thảm, Kim Nam-gil cho biết anh được truyền cảm hứng từ các nhân vật truyện tranh như Han Bi-kwang trong Ruler of the Land, Miyamoto Musashi trong Vagabond, và Kang Baek-ho trong Slam Dunk. Các biên kịch đã viết lại kịch bản để đáp ứng sức hút của Bidam với khán giả, giúp nhân vật có thêm thời lượng xuất hiện trên màn hình và tập trung vào sự lãng mạn của Bidam với Seondeok (mặc dù không chính xác trong lịch sử), cho đến khi có hai nhân vật nam chính trong truyện. Chấn thương liên quan đến cưỡi ngựa trên trường quay, và nhập viện một thời gian do cúm H1N1, là những tai nạn nhỏ so với sức ảnh hưởng tích cực của bộ phim đối với sự nghiệp của Kim Nam-gil. Anh đã giành được một số giải thưởng cho màn trình diễn của mình, có được nhiều người hâm mộ trong nước và quốc tế hơn, nhận được lời mời quảng cáo và tràn ngập các kịch bản phim điện ảnh và truyền hình.
Năm 2010, anh đóng một vai phản diện trong Bad Guy, một bộ phim đen tối về sự trả thù, tham vọng và tình yêu chí tử. Nhưng trong khi vẫn đang trong quá trình quay phim, Kim Nam-gil đã nhận được thông báo về việc thực hiện nghĩa vụ quân sự bắt buộc. Anh đã cố gắng nộp đơn yêu cầu hoãn nghĩa vụ quân sự lại để kết thúc các cảnh quay cho bộ phim, nhưng nó đã không được chấp nhận. Kim Nam-gil đã quay phim hết mức có thể (các cảnh của anh ta đã giảm đi và diễn viên đóng thế cũng được sử dụng) sau đó nhập ngũ hai ngày sau đó vào ngày 15 tháng 7 năm 2010. Anh đã được huấn luyện cơ bản tại Trung tâm huấn luyện Nonsan, và phục vụ trong hai năm như một nhân viên dịch vụ công cộng.
Năm 2013, Kim Nam-gil đóng vai chính trong bộ phim truyền hình trả thù Cá mập (còn được gọi là Đừng nhìn lại), từ các nhà sản xuất của Resurrection và The Devil. Năm 2017, anh tham gia bộ phim truyền hình y học xuyên không Lang y lừng danh. Năm 2019, anh đóng vai chính trong bộ phim hài điều tra Linh mục nhiệt huyết với vai diễn là một linh mục nóng tính. Đây là bộ phim truyền hình đầu tiên được phát sóng vào khung giờ thứ Sáu và thứ Bảy trên đài SBS và được khán giả vô cùng đón nhận, chứng kiến sự gia tăng nhanh chóng về xếp hạng chỉ số truyền thông và kết thúc ở mức rating cao nhất là 22%. Kim Nam-gil đã giành được một đề cử Nam diễn viên xuất sắc nhất cho vai diễn của mình tại Giải thưởng nghệ thuật Baeksang lần thứ 55 cùng "cơn mưa" giải thưởng ở các lễ trao giải uy tín và trở thành chủ nhân của giải Daesang danh giá tại SBS Drama Awards 2019.

### Phim điện ảnh
Kim Nam-gil ra mắt trên màn ảnh rộng năm 2004 trong bộ phim xã hội đen Low life. Năm 2006, anh đã đưa ra quyết định táo bạo khi thể hiện một nhân vật đồng tính trong tác phẩm độc lập gây tranh cãi No Regret, một vai diễn bao gồm một số cảnh đồng tính. Bộ phim được đánh giá cao và được trình chiếu tại nhiều liên hoan phim, một trong số đó là được trình chiếu mở màn tại Liên hoan phim Berlin lần thứ 57. Sau đó, anh được chọn tham gia bộ phim Public Enemy Returns năm 2008, nơi anh có thể làm việc với nam diễn viên Jung Jae-young. Kim Nam-gil đã nói trong các cuộc phỏng vấn rằng Jung Jae-young, người học cùng trường cấp ba với anh là hình mẫu của anh như một diễn viên. Do ảnh hưởng của đạo diễn Kang Woo-suk của bộ phim (nhưng trái với lời khuyên của người đại diện và người quản lý của anh ấy), Kim Nam-gil đã ngừng sử dụng nghệ danh Lee Han và trở lại sử dụng tên khai sinh của mình. Cuối năm đó, Kim Nam-gil đóng vai chính đầu tiên trong một bộ phim, Mỹ nhân đồ. Mặc dù bạn diễn Kim Min-sun của anh đã thu hút hầu hết sự chú ý cho bộ phim truyền hình với nhiều cảnh nóng táo bạo, diễn xuất mạnh mẽ của Kim Nam-gil cũng được ghi nhận.
Một lợi ích phụ khác từ sự nổi tiếng của Kim Nam-gil từ Thiện Đức nữ vương là bản phát hành sân khấu vào năm 2010 của Tình yêu cuối con đường, một bộ phim về mối quan hệ mà đạo diễn mô tả là "Leaving Las Vegas bản Hàn Quốc".
Sau khi xuất ngũ năm 2012, Kim Nam-gil đã sản xuất bộ phim Ensemble, một bộ phim tài liệu âm nhạc về một nhóm nhạc sĩ cổ điển và biểu diễn trên đường phố thay vì phòng hòa nhạc thông thường, cho thấy niềm đam mê trẻ trung của họ trong việc làm cho âm nhạc có thể truy cập được. Phim được công chiếu tại Liên hoan phim và âm nhạc quốc tế Jecheon. Năm 2013, anh cũng là một trong bốn người nổi tiếng đạo diễn một bộ phim ngắn sử dụng điện thoại thông minh Samsung Galaxy S4 với chủ đề "Gặp gỡ bạn đồng hành", Hello, Mom miêu tả tình yêu giữa một người mẹ và cô con gái của cô, và gợi lên cảm giác ấm áp của một bộ phim tương tự.  Tiếp theo là bộ phim phiêu lưu Hải tặc năm 2014, tái hợp với Son Ye-jin, bạn diễn của anh trong bộ phim truyền hình Cá mập.
Năm 2015, anh đóng vai chính cùng với nữ diễn viên từng đoạt nhiều giải thưởng danh giá Jeon Do-yeon trong bộ phim kinh dị The Shameless. Kim Nam-gil đóng vai một thám tử yêu bạn gái của kẻ giết người mà anh ta đang điều tra. The Shameless đã có buổi ra mắt thế giới tại Liên hoan phim Cannes 2015 trong phần Un Sure Regard. Vai diễn tiếp theo của Kim Nam-gil là một quý tộc quyền lực Heungseon Daewongun có người vợ lẽ trong bộ phim The Sound of a Flower.
Năm 2016, Kim Nam-gil đóng vai chính trong bộ phim bom tấn lấy đề tài thảm họa Pandora miêu tả hậu quả của vụ nổ trong nhà máy hạt nhân. Pandora được công chiếu quốc tế tại Liên hoan phim quốc tế và giải thưởng Macao,  nhận được sự hoan nghênh nhiệt liệt.
Năm 2017, Kim Nam-gil tham gia bộ phim hành động kinh dị Ký ức của kẻ sát nhân và bộ phim tình cảm lãng mạn Một ngày.
Năm 2019, Kim Nam-gil đóng vai chính trong bộ phim hài Zombie đại hạ giá.

### Hoạt động khác
Năm 2012, Kim Nam-gil đã xuất bản một cuốn sách có tựa đề Way Back to the Road, cuốn hồi ký của anh trong hai năm qua, trong đó có những bức ảnh đã tự chụp. Nó cũng có phong cảnh New Zealand được chụp bởi nhiếp ảnh gia Cho Nam-ryong và sự đóng góp của nhà văn Lee Yoon-chul.l.
Vào tháng 7 năm 2013, anh phát hành đĩa đơn đầu tay tại Nhật Bản. Ca khúc chủ đề là một bản cover "Roman" của Kōji Tamaki, và đĩa đơn cũng bao gồm hai bài hát của Kim Nam-gil từ nhạc phim Thiện Đức nữ vương.

## Danh mục phim

### Phim điện ảnh
| Năm  | Tên                     | Vai                          | Ghi chú                          |
| ---- | ----------------------- | ---------------------------- | -------------------------------- |
| 2004 | Low Life                | Police officer at checkpoint |                                  |
| 2006 | Don't Look Back         | Seok-woo                     | [ 52 ]                           |
| 2006 | No Regret               | Song Jae-min                 |                                  |
| 2008 | Public Enemy Returns    | Park Mun-su                  |                                  |
| 2008 | Modern Boy              | Hidaka Shinsuke              | [ 53 ]                           |
| 2008 | Mỹ nhân đồ              | Kang-mu                      |                                  |
| 2009 | Handphone               | Jang Yoon-ho                 | [ 54 ]                           |
| 2010 | Tình yêu cuối con đường | Kim Su-in                    |                                  |
| 2012 | Ensemble                | —                            | Nhà sản xuất                     |
| 2013 | Hello, Mom              | —                            | Phim ngắn, đồng thời là đạo diễn |
| 2014 | Hải tặc                 | Jang Sa-jung                 |                                  |
| 2014 | Glory for Everyone      | —                            | Người kể chuyện tài liệu         |
| 2015 | Tên vô lại              | Jung Jae-gon                 |                                  |
| 2015 | The Sound of a Flower   | Heungseon Daewongun          |                                  |
| 2016 | Pandora                 | Kang Jae-hyeok               |                                  |
| 2017 | Ký ức của kẻ sát nhân   | Tae-joo                      |                                  |
| 2017 | Một ngày                | Kang-soo                     |                                  |
| 2019 | Zombie đại hạ giá       | Min-gul                      |                                  |
| 2020 | Closet                  | Heo Kyung-hoon               |                                  |
| 2022 | Emergency Declaration   | Choi Hyun-soo                |                                  |
| 2023 | A Man of Reason         | Woo-jin                      |                                  |

### Phim truyền hình
| Năm         | Tên                                           | Vai                                                      | Kênh |
| ----------- | --------------------------------------------- | -------------------------------------------------------- | ---- |
| 1999        | School 1                                      | Min-soo                                                  | KBS2 |
| 2004        | MBC Best Theater "Kang Jang-soo's Love House" |                                                          | MBC  |
| 2004        | Nonstop 4                                     |                                                          | MBC  |
| 2004        | Sweet Buns                                    | Bạn trai của Hong Hye-jan                                | MBC  |
| 2005        | Be Strong, Geum-soon!                         | Noh Seong-hwan                                           | MBC  |
| 2005        | The 5th Republic                              | Park Ji-man                                              | MBC  |
| 2005        | My Lovely Sam Soon                            | Kim Byung-tae                                            | MBC  |
| 2006        | Goodbye Solo                                  | Yoo Ji-an                                                | KBS2 |
| 2006        | Lovers                                        | Tae-san                                                  | SBS  |
| 2007        | When Spring Comes                             | Kim Joon-ki                                              | KBS2 |
| 2007        | Several Questions That Make Us Happy          | Im Seok-joo                                              | KBS2 |
| 2009        | Thiện Đức nữ vương                            | Bidam                                                    | MBC  |
| 2009        | Tears of the Amazon                           | Người kể chuyện tài liệu                                 | MBC  |
| 2010        | Haiti, Tears of Tragedy                       | Người kể chuyện tài liệu                                 | MBC  |
| 2010        | Personal Taste                                | Người đàn ông ngồi trong quán cà phê (Khách mời, tập 11) | MBC  |
| 2010        | Bad Guy                                       | Shim Gun-wook                                            | SBS  |
| 2013        | Cá mập                                        | Han Yi-soo                                               | KBS2 |
| 2017        | Lang y lừng danh                              | Heo Im / Heo Bong-tak                                    | tvN  |
| 2019        | Linh mục nhiệt huyết                          | Kim Hae-il                                               | SBS  |
| 2021        | Those Who Read the Minds of Evil              | Song Ha-young                                            | SBS  |
| 2022 - 2023 | Hòn Đảo Ma Quái                               | Van                                                      |      |

### Video ca nhạc
| Năm  | Tên bài hát                  | Nghệ sĩ       |
| ---- | ---------------------------- | ------------- |
| 1999 | "Gift"                       | Kim Jang-hoon |
| 2005 | "Attention"                  | Lady          |
| 2005 | "Start"                      | M.Street      |
| 2005 | "Don't Forget, Don't Forget" | The Red       |
| 2007 | "Just Ten Days"              | J             |

### Truyền hình thực tế
| Năm  | Tên chương trình           | Vai trò               |
| ---- | -------------------------- | --------------------- |
| 2019 | Trans-siberian pathfinders | Thành viên cố định    |
| 2020 | Master in the house        | Khách mời ep 106, 107 |

## Nhạc kịch
| Năm  | Tên                       | Vai    |
| ---- | ------------------------- | ------ |
| 2000 | A Midsummer Night's Dream |        |
| 2003 | Park Mu-geun's Family     | [ 62 ] |

## Danh sách đĩa nhạc
| Thông tin album |
| --- |
| Can't I Love You? - Nhạc phim Thiện Đức nữ vương đặc biệt - Phát hành: 8 tháng 1 năm 2010 - Label: Star J Entertainment, Danal   |
| You Don't Know - Nhạc phim Yawang - Phát hành: 14 tháng 1 năm 2013 - Label: J & J Entertainment, Aijin Music, LOEN Entertainment |
| Roman - Single - Phát hành: 10 tháng 7 năm 2013 - Label: Warner Music Japan                                                      |

## Sách ảnh
| Năm  | Tên                  | Xuất bản         | ISBN               |
| ---- | -------------------- | ---------------- | ------------------ |
| 2010 | Into the Wild        | The Book Company | ISBN 9788991317512 |
| 2012 | Way Back to the Road | MCK Publishing   | ISBN 9788996985402 |

## Giải thưởng và đề cử
| Năm  | Giải thưởng                                  | Hạng mục                                       | Đề cử                | Kết quả   | Nguồn  |
| ---- | -------------------------------------------- | ---------------------------------------------- | -------------------- | --------- | ------ |
| 2008 | 29th Blue Dragon Film Awards                 | Best New Actor                                 | Public Enemy Returns | Đề cử     |        |
| 2009 | 46th Grand Bell Awards                       | Best New Actor                                 | Modern Boy           | Đề cử     |        |
| 2009 | 46th Grand Bell Awards                       | Best Supporting Actor                          | Modern Boy           | Đề cử     |        |
| 2009 | 17th Korean Culture and Entertainment Awards | Best New Actor (Film)                          | Modern Boy           | Đoạt giải | [ 65 ] |
| 2009 | 2nd Style Icon Awards                        | New TV Icon                                    | —                    | Đoạt giải | [ 66 ] |
| 2009 | MBC Drama Awards                             | Best Couple Award with Lee Yo-won              | Queen Seondeok       | Đoạt giải | [ 67 ] |
| 2009 | MBC Drama Awards                             | Excellence Award, Actor                        | Queen Seondeok       | Đoạt giải | [ 67 ] |
| 2009 | MBC Drama Awards                             | Best New Actor                                 | Queen Seondeok       | Đề cử     |        |
| 2010 | 46th Baeksang Arts Awards                    | Best New Actor (TV)                            | Queen Seondeok       | Đoạt giải | [ 68 ] |
| 2010 | SBS Drama Awards                             | Top Excellence Award, Actor in a Drama Special | Bad Guy              | Đề cử     |        |
| 2013 | KBS Drama Awards                             | Excellence Award, Actor in a Mid-length Drama  | Shark                | Đề cử     |        |
| 2013 | KBS Drama Awards                             | Top Excellence Award, Actor                    | Shark                | Đề cử     |        |
| 2014 | 8th Asian Film Awards Special Awards         | Asian Rising Star                              | —                    | Đoạt giải | [ 69 ] |
| 2015 | 24th Buil Film Awards                        | Best Actor                                     | The Shameless        | Đề cử     |        |
| 2019 | 55th Baeksang Arts Awards                    | Best Actor (TV)                                | The Fiery Priest     | Đề cử     | [ 29 ] |
| 2019 | 13th Seoul International Drama Awards        | Outstanding Korean Actor                       | The Fiery Priest     | Đoạt giải | [ 70 ] |
| 2019 | SBS Drama Awards                             | The Grand Prize (Daesang)                      | The Fiery Priest     | Đoạt giải |        |
| 2022 | SBS Drama Awards                             | The Grand Prize (Daesang)                      | Through The Darkness | Đoạt giải |        |

1. ↑  “[쉘 위 토크] TV·스크린 종횡무진 이한”. Sports Kyunghyung (bằng tiếng Hàn). ngày 13 tháng 11 năm 2005.
2. ↑  “<연합인터뷰> MBC '굳세어라 금순아' 금순 남편 이한”. Yonhap News Agency (bằng tiếng Hàn). ngày 17 tháng 2 năm 2005.
3. 1 2 3  Sung, So-young (ngày 11 tháng 3 năm 2010). “An actor comes into his own”. Korea JoongAng Daily. Truy cập ngày 2 tháng 3 năm 2014.
4. ↑  “[신인의 발견] 이한 "본명이 넘 웃기나요?"”. Sports Chosun (bằng tiếng Hàn). ngày 13 tháng 3 năm 2006.
5. ↑  “'연인'이한, "부러져도 '후회하지 않아'"”. Nocutnews (bằng tiếng Hàn). ngày 16 tháng 12 năm 2006.
6. ↑  “이한, 남자의 남자에서 박시연의 남자로”. Star News (bằng tiếng Hàn). ngày 8 tháng 11 năm 2006.
7. ↑  Kim, Lynn (ngày 22 tháng 12 năm 2009). “Seon-deok wraps up final shooting today”. 10Asia. Truy cập ngày 18 tháng 11 năm 2012.
8. ↑  Beck, Una (ngày 31 tháng 12 năm 2009). “FOCUS: The 16 stars of 2009 - Part 3”. 10Asia. Truy cập ngày 18 tháng 11 năm 2012.
9. ↑  Choi Ji-eun, Wee Geun-woo (ngày 4 tháng 11 năm 2009). “INTERVIEW: Kim Nam-gil from Seon-deok (Part 1)”. 10Asia. Truy cập ngày 18 tháng 11 năm 2012.
10. ↑  Choi Ji-eun, Wee Geun-woo (ngày 4 tháng 11 năm 2009). “INTERVIEW: Kim Nam-gil from Seon-deok (Part 2)”. 10Asia. Truy cập ngày 18 tháng 11 năm 2012.
11. ↑  Choi Ji-eun, Wee Geun-woo (ngày 4 tháng 11 năm 2009). “INTERVIEW: Kim Nam-gil from Seon-deok (Part 3)”. 10Asia. Truy cập ngày 18 tháng 11 năm 2012.
12. ↑  Moon, Yong-sung (ngày 26 tháng 10 năm 2009). “Seon-deok hero Kim hospitalized for checkup”. 10Asia. Truy cập ngày 18 tháng 11 năm 2012.
13. ↑  “Actor Kim Nam-gil Comes Down With H1N1 Virus”. The Korea Times. ngày 20 tháng 11 năm 2009. Bản gốc lưu trữ ngày 2 tháng 3 năm 2014. Truy cập ngày 18 tháng 11 năm 2012.
14. ↑  Ko, Jae-wan (ngày 10 tháng 2 năm 2010). “Actor Kim Nam-gil to hold fan meeting in Korea”. 10Asia. Truy cập ngày 18 tháng 11 năm 2012.
15. ↑  Hong, Lucia (ngày 15 tháng 5 năm 2012). “Tribute event for Kim Nam-gil to take place in Japan next month”. 10Asia. Truy cập ngày 18 tháng 11 năm 2012.
16. ↑  Choi, Ji-eun (ngày 31 tháng 3 năm 2010). “Press conference for drama Bad Guy”. 10Asia. Truy cập ngày 18 tháng 11 năm 2012.
17. ↑  Choi, Ji-eun (ngày 20 tháng 5 năm 2010). “Kim Jae-wook says Kim Nam-gil "like a time bomb" - Part 1”. 10Asia. Truy cập ngày 18 tháng 11 năm 2012.
18. ↑  Choi, Ji-eun (ngày 20 tháng 5 năm 2010). “Kim Jae-wook says Kim Nam-gil "like a time bomb" - Part 2”. 10Asia. Truy cập ngày 18 tháng 11 năm 2012.
19. ↑  Han, Sang-hee (ngày 25 tháng 5 năm 2010). “Will Kim, Han create magic thru Bad Boy”. The Korea Times. Truy cập ngày 18 tháng 11 năm 2012.
20. ↑  Choi, Ji-eun (ngày 16 tháng 6 năm 2010). “INTERVIEW: Bad Boy Actors Kim Nam-gil and Kim Jae-wook”. 10Asia. Truy cập ngày 18 tháng 11 năm 2012.
21. ↑  Ko, Kyoung-seok (ngày 9 tháng 3 năm 2010). “Kim Nam-gil to enter military "between fall and winter"”. 10Asia. Truy cập ngày 18 tháng 11 năm 2012.
22. ↑  Kim, Lynn (ngày 12 tháng 7 năm 2012). “Kim Nam-gil to enter Korean military next week”. 10Asia. Truy cập ngày 18 tháng 11 năm 2012.
23. ↑  Park, Jong-kyu (ngày 15 tháng 7 năm 2010). “Kim Nam-gil bids farewell to fans upon entering military”. 10Asia. Truy cập ngày 18 tháng 11 năm 2012.
24. ↑  Oh, Jean (ngày 22 tháng 5 năm 2013). “Kim Nam-gil back to being bad”. The Korea Herald. Truy cập ngày 22 tháng 5 năm 2013.
25. ↑  Bae, Sun-young (ngày 23 tháng 5 năm 2013). “Kim Nam-gil and Son Ye-jin Returning with Hot Romance and Cold Revenge”. 10Asia. Bản gốc lưu trữ ngày 29 tháng 3 năm 2014. Truy cập ngày 23 tháng 5 năm 2013.
26. ↑  “Kim Nam-gil, Kim Ah-joong slip through time in tvN drama”. ngày 3 tháng 9 năm 2017.
27. ↑  “'Hot-blooded Priest' reveals its cast”. Korea JoongAng Daily. ngày 27 tháng 10 năm 2018.
28. ↑  MacDonald, Joan. “A Surprise Hit, 'The Fiery Priest' Offers Divinely Inspired Comedy”. Forbes (bằng tiếng Anh). Truy cập ngày 5 tháng 5 năm 2019.
29. 1 2  Yoo, Chung-hee (ngày 4 tháng 4 năm 2019). “김서형·염정아·김혜자 등 '백상예술대상' TV부문 최종 후보 공개”. Ten Asia (bằng tiếng Hàn). Naver. Truy cập ngày 4 tháng 4 năm 2019.
30. ↑  “<후회하지 않아>의 배우 이영훈, 이한”. Cine21 (bằng tiếng Hàn). ngày 16 tháng 11 năm 2016.
31. ↑  “영화 '강철중...' 크랭크업...6월 19일 개봉 예정”. Sports Chosun (bằng tiếng Hàn). ngày 9 tháng 8 năm 2009.
32. ↑  “김남길, "예명 이한? 이름부터 솔직하고 싶었다" [신년 인터뷰①]”. My Daily (bằng tiếng Hàn). ngày 2 tháng 1 năm 2010.
33. ↑  “'이한' 김남길, '미인도'서 신윤복의 남자로 연기 변신!”. Hankyung (bằng tiếng Hàn). ngày 22 tháng 7 năm 2008.
34. ↑  “<인터뷰>김남길 "미인도 노출에만 쏠린 관심 부담"”. Herald Pop (bằng tiếng Hàn). ngày 14 tháng 11 năm 2010.
35. ↑  Lee, Ji-hye (ngày 11 tháng 3 năm 2010). “Kim Nam-gil says his love was weak compared to Vanished”. 10Asia. Truy cập ngày 18 tháng 11 năm 2012.
36. ↑  “Lovers Vanished - Press Kit” (PDF). M-LINE Distribution. Bản gốc (PDF) lưu trữ ngày 2 tháng 3 năm 2014. Truy cập ngày 18 tháng 11 năm 2012.
37. ↑  Sunwo, Carla (ngày 14 tháng 8 năm 2012). “Kim Nam-gil's first step back into spotlight”. Korea JoongAng Daily. Bản gốc lưu trữ ngày 12 tháng 10 năm 2012. Truy cập ngày 18 tháng 11 năm 2012.
38. ↑  “Ensemble”. 8th Jecheon International Music & Film Festival. Bản gốc lưu trữ ngày 19 tháng 4 năm 2014. Truy cập ngày 18 tháng 11 năm 2012.
39. ↑  Jang, Sung-ran (ngày 9 tháng 5 năm 2013). “4 Celebrities Make Smartphone Shorts”. Korean Film Council. Truy cập ngày 10 tháng 5 năm 2013.
40. ↑  Ha, Soo-jung (ngày 26 tháng 7 năm 2014). “Interview: Kim Nam Gil Enjoyed Filming Pirates with Son Ye Jin and f(x)'s Sulli”. enewsWorld. Truy cập ngày 26 tháng 7 năm 2014.
41. ↑  Ahn, Sung-mi (ngày 29 tháng 7 năm 2014). “Herald Interview: Kim Nam-gil returns in perfectly tailored role”. The Korea Herald. Truy cập ngày 29 tháng 7 năm 2014.
42. ↑  “Kim Nam-gil to replace injured Lee Jung-jae in film "Rouge"”. The Korea Herald. ngày 15 tháng 5 năm 2014.
43. ↑  Won, Ho-jung (ngày 24 tháng 4 năm 2015). “The Shameless gears up for Cannes”. The Korea Herald. Truy cập ngày 26 tháng 4 năm 2015.
44. ↑  Conran, Pierce (ngày 8 tháng 1 năm 2015). “Korean Period and War Films Wrap Shoots”. Korean Film Council. Truy cập ngày 8 tháng 1 năm 2015.
45. ↑  Lee, Maggie (ngày 9 tháng 12 năm 2016). “A horrific nuclear disaster film with uncanny contemporary political relevance”. Variety.
46. ↑  “1st Macau Film Fest Readies for PANDORA”. Korean Film BIZ Zone. ngày 25 tháng 11 năm 2016.
47. ↑  “SUL Kyung-gu, KIM Nam-gil Board New Thriller”. Korean Film BIZ Zone. ngày 1 tháng 9 năm 2015.
48. ↑  “KIM Nam-gil Set as Lead in New LEE Yoon-ki Drama”. Korean Film BIZ Zone. ngày 29 tháng 2 năm 2016.
49. ↑  “JUNG Jae-young, UHM Ji-won and KIM Nam-gil become a STRANGE FAMILY”. Korean Film BIZ Zone. ngày 12 tháng 10 năm 2017.
50. ↑  Sunwoo, Carla (ngày 23 tháng 11 năm 2012). “Kim Nam-gil to launch photo book”. Korea JoongAng Daily. Bản gốc lưu trữ ngày 27 tháng 1 năm 2013. Truy cập ngày 23 tháng 11 năm 2012.
51. ↑  Kang, Jung-yeon (ngày 30 tháng 5 năm 2013). “Kim Nam-gil to Make Singer Debut Japan in July”. 10Asia. Bản gốc lưu trữ ngày 19 tháng 8 năm 2014. Truy cập ngày 2 tháng 6 năm 2013.
52. ↑  “NHK 아시안필름 페스티벌' 에 김태우주연의 '내 청춘에게 고함' 선보여”. My Daily (bằng tiếng Hàn). ngày 24 tháng 12 năm 2005.
53. ↑  “EBS 한국영화특선 '모던보이' 박해일·김혜수·김남길, 사랑을 위해 시대와 맞서다”. Newspim (bằng tiếng Hàn). ngày 6 tháng 1 năm 2017.
54. ↑  “'핸드폰' 김남길, 정사신...리얼리티위해 콘티 없어”. Sports Chosun (bằng tiếng Hàn). ngày 3 tháng 2 năm 2009.
55. ↑  “김남길, '누구에게나 찬란한' 내레이션 참여…꿀성대 기부”. My Daily (bằng tiếng Hàn). ngày 4 tháng 11 năm 2014.
56. ↑  “금순남편 이한을 살려라!;'굳세어라 금순아' 구명운동”. My Daily (bằng tiếng Hàn). ngày 19 tháng 2 năm 2005.
57. ↑  “김남길 이민호 하지원 정가은, 이름 바꾸니 대박찬스 온다?”. Newsen (bằng tiếng Hàn). ngày 2 tháng 12 năm 2009.
58. ↑  “이한, 노희경 작가와 두번째 인연”. Yonhap News (bằng tiếng Hàn). ngày 2 tháng 5 năm 2007.
59. ↑  “'다큐 마니아' 김남길, '아마존의 눈물' 본편도 내레이션”. Asiae (bằng tiếng Hàn). ngày 30 tháng 12 năm 2009.
60. ↑  “김남길, 인도네시아 지진피해 현장서 구호 땀방울”. SBS News (bằng tiếng Hàn). ngày 27 tháng 1 năm 2010.
61. ↑  “김남길 '개인의 취향' 깜짝 출연 "길거리 캐스팅?"”. Seoul.co.kr (bằng tiếng Hàn). ngày 5 tháng 5 năm 2010.
62. ↑  “김남길, '뺨 2백대 맞고 연극했던' 비담 데뷔시절 공개”. My Daily (bằng tiếng Hàn). ngày 18 tháng 11 năm 2009.
63. ↑  “김남길, 가수 데뷔…'사랑하면 안되니' 싱글 발표”. TV Report (bằng tiếng Hàn). ngày 7 tháng 1 năm 2010.
64. ↑  Ho, Stewart (ngày 14 tháng 1 năm 2013). “Actor Kim Nam Gil Joins as First Singer for Yawang's OST”. enewsWorld. Bản gốc lưu trữ ngày 16 tháng 2 năm 2013. Truy cập ngày 14 tháng 1 năm 2013.
65. ↑  “소녀시대·송승헌·설경구 문화연예대상 대상”. Star News (bằng tiếng Hàn). ngày 30 tháng 11 năm 2009.
66. ↑  “Style Icon Awards shines 2009 with edginess”. TenAsia. ngày 13 tháng 11 năm 2009. Bản gốc lưu trữ ngày 21 tháng 7 năm 2021. Truy cập ngày 1 tháng 6 năm 2019.
67. ↑  Park, So-yeon (ngày 31 tháng 12 năm 2009). “Ko Hyun-joung wins grand prize at MBC Acting Awards”. 10Asia. Truy cập ngày 8 tháng 10 năm 2014.
68. ↑  “Ko Hyun-jung, "Haeundae" win grand prize at PaekSang Arts Awards”. 10Asia. ngày 29 tháng 3 năm 2010.
69. ↑  Lee, Min-ji (ngày 24 tháng 3 năm 2014). “Kim Nam Gil Wins Award from Asia Film Awards Special Awards”. enewsWorld. Bản gốc lưu trữ ngày 4 tháng 3 năm 2016. Truy cập ngày 29 tháng 7 năm 2014.
70. ↑  Dang, M (ngày 28 tháng 8 năm 2019). “Winners Of The Seoul Drama Awards 2019”. Soompi. Truy cập ngày 30 tháng 8 năm 2019.